# JEDEC JESD370B
Det første JEDEC arbejde begyndte som en elektronikkomponent typebenævnelsestandard, som blev populære i 1960'erne, der hed EIA-370. I februar 1982 udgav JEDEC JESD370B, der erstattede den oprindelige EIA-370.

## Historisk
De første halvlederkomponenter, såsom 1N23 silicium punktkontaktdiode, blev stadig typebenævnt i det gamle RMA tube designation system, hvor "1" stod for "ingen glødetråd/varmer" og "N" stod for "krystalensretter". Det første RMA ciffer blev derfor reallokeret fra "heater power" til "p-n overgangsantal" til at danne den nye EIA/JEDEC EIA-370 standard; for eksempel, 1N4001 ensretterdioden og 2N2222 transistor komponent typebenævnelser kom fra EIA-370. Typebenævnelsessystemet er stadig populært i dag (2012).
I februar 1982 udgav JEDEC JESD370B som erstattede den oprindelige EIA-370 og introducerede et nyt bogstavssymbol "C" som benævner den uindpakkede mikrochipversion, i modsætning til "N", der står for den husindpakkede chip.
Den japanske JIS halvledertypebenævnelsessystem har noget lignende. Det europæiske Pro Electron halvledertypebenævnelsessystem har på lignende måde oprindelse i det ældre Mullard–Philips typebenævnelsessystem.